# Hemipharis insularis
Hemipharis insularis är en skalbaggsart som beskrevs av Hippolyte Louis Gory och Achille Rémy Percheron 1833. Hemipharis insularis ingår i släktet Hemipharis och familjen Cetoniidae. Inga underarter finns listade i Catalogue of Life.